# 默格林根
默格林根是德国巴登-符腾堡州的一个市镇。总面积9.93平方公里，总人口10760人，其中男性5355人，女性5405人（2011年12月31日），人口密度1 084人/平方公里。